# Papilio pelaus
Espèce
Statut de conservation UICN

LC : Préoccupation mineure
Papilio pelaus ou Machaon épineux est une espèce de lépidoptères (papillons) de la famille des Papilionidae. Cette espèce est présente dans les Antilles (Cuba, Hispaniola, Puerto Rico, Jamaïque). 

## Description
Il y a peu de différences entre les sexes, les marques de la femelle sont seulement un peu plus larges et plus nombreuses que celles du mâle. Le corps est noir avec quelques points rouges. Les ailes antérieures ont noires  avec une bande médiane blanche, à l'avers et au revers. Les ailes postérieures sont prolongées par une queue en forme de spatule et présentent des marques blanches sur le bord ainsi qu'une rangées de lunules rouges et blanches, plus nombreuses chez la femelle. L'aile antérieure présente souvent une rangée de petits points blancs au revers.

## Écologie
Les chenilles se nourrissent de Citrus limon, et peut-être d'autres plantes, notamment les espèces du genre Casimora telles que Casimora edulis, les espèces du genre Zanthoxylum telles que Zanthoxylum martinicense et les espèces du genre Esenbeckaia.
Les adultes ont été observés en train de se nourrir sur les fleurs de Lantana camara, Lantana ovatiflora, Ageratum conyzoides, Tournefortia hirustissima et Verbena rigida. Les adultes volent rapidement et sont le plus souvent observés entre mai et juillet. L'espèce est probablement univoltine.

## Répartition
Cette espèce vit dans les forêts tropicales humides, jusqu'à 1200 m d'altitude. Elle préfère les zones forestières, bien que les mâles visitent aussi des milieux plus ouverts, tels que les zones cultivées.
L'espèce est présente dans les Antilles, à Cuba, Hispaniola, la Jamaïque et Puerto Rico.

## Systématique
L'espèce Papilio pelaus a été décrite pour la première fois en 1775 par l'entomologiste danois Johan Christian Fabricius dans Systema entomologiae.